# Блохин, Виктор Алексеевич
Виктор Алексеевич Блохин (1 апреля 1922, село Тютнярь, Кузнецкий уезд Саратовской губернии, в  настоящее время Кузнецкий район Пензенской области — 14 июня 1944 года Выборгский (Виипурский) район Карело-Финской ССР , в настоящее время   Выборгский район Ленинградской области) — сержант Рабоче-крестьянской Красной Армии, участник Великой Отечественной войны, Герой Советского Союза (1944).

## Биография
Виктор Алексеевич Блохин родился 1 апреля 1922 года в селе Тютнярь (ныне — Кузнецкий район Пензенской области) в крестьянской семье. Образование начальное,  окончил  курсы трактористов, работал в колхозе.  В 1939 году вместе с семьей переехал в город  Находка Приморского края, до призыва на военную службу работал механиком на  нефтенасосной базе

## Великая Отечественная война
Виктор Блохин в  1941 году Будённовским районным военным комиссариатом был призван  в РККА, с  1941  года в действующей армии.
Участвовал в боях на Ленинградском фронте. 
Через два года Виктору Блохину присвоено звание сержанта, он был назначен командиром отделения. В 1942 году  был ранен, лечился в госпиталях.
В июне 1944 года  Блохин командовал отделением 173-го стрелкового полка 90-й стрелковой дивизии 21-й армии Ленинградского фронта,  в это время в составе дивизии принимал участие в Выборгской наступательной операции Ленинградского фронта.  Комсомолец, командир отделения  сержант Блохин   всегда показывал солдатам пример.
Подвиг сержант Виктор Алексеевич Блохин  совершил 14.6.1944 г. во время прорыва советскими войсками »Карельского вала» - второй долговременной  оборонительной линии  финнов на Карельском перешейке при  штурме  позиций в полосе  узла обороны   «Ванхасаха» (наименование  по названию  деревни  Ванхасаха)  в районе деревни Канаксен (деревня  Ванхасаха, фин. Vanhasaha,   в настоящее время посёлок  Сосновая Поляна в составе Муниципального образования Серово Курортного района Санкт-Петербурга).
14.6.1944 г. части  90-й стрелковой дивизии  выполняли  боевую задачу  по прорыву оборонительной линии финнов,  проходившей  по западному берегу реки  Райволан – Йоки   с форсированием реки.   173 стрелковый полк   наступал  в направлении  Ванхасаха,  имея  задачу  уничтожить  противника в районе этого узла обороны.

Описание подвига В.А. Блохина. Страница документа «Краткая характеристика боевой деятельности 90 сд с 01.11.1943 по 30.11.1944 г.» стр 7

В Краткой  характеристике  боевой деятельности 90-й стрелковой дивизии записано:

 Сержант Блохин Виктор Алексеевич,  1922 г, русский, член ВЛКСМ, в Красной Армии с 1941 г, призван Будённовским РВК Приморской области, в Отечественной войне с 1941 г. Ранен 29.2.44 г., 9.9. 1942 г. Награждён медалью За Оборону Ленинграда.

Подвиг: 14.06.1944 г. в районе дер. Канаксен  при форсировании реки Райволан – Йоки  и прорыва второй полосы обороны финнов, первый бросился в атаку,  увлек за собой свое отделение. С помощью подручных средств форсировал реку, закрепился на противоположном берегу, уничтожил гранатами расчет станкового пулемета противника, обстреливающего с фланга переправу, тем самым дал возможность форсирования реки батальоном. При штурме укреплений противника неожиданно заработал молчавший пулемет противника. Атака нашей пехоты стала захлебываться. Сержант Блохин во имя выполнения боевого приказа закрыл своим телом амбразуру ДОТ и погиб смертью Героя, обеспечив выполнение боевого приказа.
Виктор Алексеевич  Блохин  первично захоронен  в братской могиле  в Териокском районе  (в настоящее время входит в  состав Курортного района  Санкт-Петербурга)   в 300 м от дороги Ленинград – Выборг,  недалеко от места его  гибели у деревни  Канаксен (Каннаксен). Впоследствии  на этом месте была установлена памятная плита,  посвященная  В. А. Блохину.
По данным  документов  о потерях  и  уточняющих потери  90-й стрелковой дивизии на сайте Память народа указываются  разные названия  места  первичного захоронения:  д. Кококсен, дер. Канаскен. 
В Краткой  характеристике  боевой деятельности 90 сд  указано место совершения подвига и гибели  В.А. Блохина  - район деревни Канаксен.  В документе Управления начальника инженерных войск Ленинградского фронта на схеме узла  Ванхасаха  обозначена  финская линия обороны в районе  Каннаксен.  Kannaksen ammattikoualkoti  (школа  профессионального обучения)  около деревни Vanhasaha  отображена  на финской карте 30-х г.г..
Похоронен  Виктор Алексеевич Блохин  в посёлке Майнило,  Первомайского  сельского  поселения Выборгского района Ленинградской области,  воинское захоронение № 24.
Указом Президиума Верховного Совета СССР от  21 июля 1944 года сержант Виктор Алексеевич Блохин посмертно  удостоен  звания Героя Советского Союза.  В  Указе записано «За образцовое выполнение боевых заданий командования  на фронте борьбы с немецкими захватчиками  и  проявленные при этом отвагу и геройство присвоить звание ГЕРОЯ СОВЕТСКОГО СОЮЗА с вручением  ордена ЛЕНИНА и Медали “ЗОЛОТАЯ ЗВЕЗДА”».

## Награды
- Медаль «Золотая Звезда»  (Указ Президиума Верховного Совета СССР от  21 июля 1944 г.)
- Орден Ленина  (Указ Президиума Верховного Совета СССР от  21 июля 1944 г.)
- Медаль За Оборону Ленинграда[4]

## Семья
Отец  Блохин Алексей Петрович
Жена — Мария Яковлевна Блохина,  дочь Раиса

## Память
- На 49-м километре шоссе Ленинград – Выборг, недалеко от места гибели Блохина,  установлена  памятная плита, посвященная Герою Советского Союза Виктору Алексеевичу Блохину[17][18].
- Имя Героя Советского Союза Виктора Блохина увековечено на мемориальной доске Памятника Победы в Великой Отечественной войне 1941-1945 г.г. в городе Находка[19].
- В память о В. А. Блохине на доме в Находке, где он жил, установлена мемориальная доска.[1].
- В Зале Славы Музея Победы - Центрального музея Великой Отечественной войны на пилонах увековечены имена почти 12 тысяч Героев Советского Союза и Героев России, награжденных за подвиги в годы Великой Отечественной войны [20].